# Anthony e Joe Russo
Anthony J. Russo (Cleveland, 3 febbraio 1970) e 
Joseph Vincent Russo, detto Joe (Cleveland, 19 luglio 1971), generalmente noti come i fratelli Russo, sono due fratelli registi, sceneggiatori,
produttori televisivi e produttori cinematografici statunitensi.
Sono noti per aver diretto quattro film del Marvel Cinematic Universe: Captain America: The Winter Soldier (2014), Captain America: Civil War (2016), Avengers: Infinity War (2018) e Avengers: Endgame (2019) (quest'ultimo è al 2024 il secondo film con maggiori incassi nella storia del cinema).

## Biografia
Sono nati e cresciuti nel quartiere italiano di Cleveland, da genitori di origini italiane. Il padre è originario di Longi e la madre è originaria di San Fratello, entrambi i comuni in provincia di Messina. Hanno studiato alla Benedictine High School. Entrambi si sono laureati presso la Case Western Reserve University, dove hanno iniziato a dirigere, scrivere e produrre il loro primo lungometraggio, intitolato Pieces, utilizzando finanziamenti di altri studenti e una carta di credito.
Dopo aver visto Pieces ad una rassegna cinematografica, Steven Soderbergh avvicina il duo e si offre di produrre il loro prossimo film, insieme al suo socio di produzione George Clooney. Da questa collaborazione è nata la commedia Welcome to Collinwood, il cui cast comprende William H. Macy, Sam Rockwell e lo stesso Clooney. Welcome to Collinwood è un remake del film di Mario Monicelli del 1958 I soliti ignoti. Nel 2003 iniziano a lavorare per la televisione dirigeo l'episodio pilota della serie televisiva Lucky, incentrata su un giocatore compulsivo di poker. Ron Howard apprezza il pilota e assume i due fratelli per dirigere l'episodio pilota per la serie della Fox Arrested Development - Ti presento i miei, per cui vincono un Emmy per la regia dell'episodio.
Nel 2006 tornano al cinema per dirigere la commedia incentrata su una coppia di sposi novelli che danno ospitalità a un amico rimasto senza casa e lavoro ed intitolata Tu, io e Dupree, con Owen Wilson, Kate Hudson e Matt Dillon. Molto apprezzati nell'ambiente delle serie tv, i due fratelli vi fanno ritorno già nello stesso anno per dirigere alcuni episodi di A proposito di Brian e l'anno successivo di Carpoolers, sitcom su quattro uomini che lavorano nello stesso edificio e condividono l'auto per andare al lavoro. Negli anni seguenti lavorano come registi e produttori esecutivi delle serie televisive Happy Endings, su due ex fidanzati che cercano di rimanere amici dopo la fine della loro storia, e Community, che racconta le vicende di un avvocato costretto a tornare al college dopo che la sua laurea è stata sospesa dall'ordine degli avvocati.
Nel 2014 vengono scelti dalla Disney come registi di Captain America: The Winter Soldier per i Marvel Studios che rappresenta il sequel di Captain America - Il primo Vendicatore e The Avengers. Nel gennaio 2014 vengono confermati alla regia del terzo film di Capitan America, intitolato Captain America: Civil War. Nell'aprile del 2015 vengono confermati alla regia dei film Avengers: Infinity War e Avengers: Endgame, e nel luglio 2024 i Marvel Studios hanno annunciato il loro ritorno nel Marvel Cinematic Universe, per dirigere Avengers: Doomsday e Avengers: Secret Wars.

## Filmografia

### Registi

#### Cinema
- Pieces (1997)
- Welcome to Collinwood (2002)
- Tu, io e Dupree (You, Me and Dupree, 2006)
- Captain America: The Winter Soldier (2014)
- Captain America: Civil War (2016)
- Avengers: Infinity War (2018)
- Avengers: Endgame (2019)
- Cherry - Innocenza perduta (Cherry, 2021)
- The Gray Man (2022)
- The Electric State (2025)

#### Televisione
- Lucky – serie TV, episodi 1x01-1x03 (2003)
- Arrested Development - Ti presento i miei (Arrested Development) – serie TV, 14 episodi (2003-2005) - 1 insieme, 4 Anthony e 9 Joe
- LAX – serie TV, 5 episodi (2004) - 1 insieme, 2 Anthony e 2 Joe
- A proposito di Brian (What About Brian) – serie TV, episodio 1x01 (2006)
- Carpoolers – serie TV, 10 episodi (2007-2008) - 1 insieme, 2 Anthony e 7 Joe
- Community – serie TV, 33 episodi (2009-2014) - 1 insieme, 13 Anthony e 19 Joe
- Running Wilde – serie TV, episodio 1x01 (2010)
- Happy Endings – serie TV, 7 episodi (2011-2012) - 1 insieme, 3 Anthony e 3 Joe
- Up All Night – serie TV, episodi 1x02-1x03-1x15 (2011-2012) - solo Joe
- Animal Practice – serie TV, episodi 1x01-1x03 (2012) - 1 insieme, 1 Anthony
- Agent Carter – serie TV, episodio 1x02 (2015) - solo Joe
- Citadel – serie TV (2023-in corso)

#### Videogiochi
- Fortnite - Battaglia Reale, Cinematica di apertura Capitolo 2 - Stagione 6 (2021)

### Produttori

#### Cinema
- Crashing, regia di Gary Walkow (2007)
- Natale con i tuoi (A Merry Friggin' Christmas) (2014)
- City of Crime (21 Bridges), regia di Brian Kirk (2019)
- Mosul, regia di Matthew Michael Carnahan (2019)
- Tyler Rake (Extraction), regia di Sam Hargrave (2020)
- Cherry - Innocenza perduta (Cherry), regia di Anthony e Joe Russo (2021)
- Relic, regia di Natalie Erika James (2020)
- The Gray Man, regia di Anthony e Joe Russo (2022)
- Everything Everywhere All at Once (2022)

#### Televisione
- A proposito di Brian (What About Brian) – serie TV (2006)
- Carpoolers – serie TV, episodio 1x06 (2007)
- Community – serie TV, 47 episodi (2009-2012)
- Happy Endings – serie TV, 21 episodi (2011-2012)
- BFFs – serie TV, 6 episodi (2012)
- MotherLover – serie TV, 6 episodi (2012)
- Animal Practice – serie TV, 6 episodi (2012)
- HarmonQuest – serie TV, episodi 1x02-1x03 (2016) - solo Anthony
- Citadel – serie TV (2023-in corso)
- Citadel: Diana – serie TV, 6 episodi (2024)
- Citadel: Honey Bunny – serie TV, 6 episodi (2024)

### Attori

#### Cinema
- Pieces (1997) - solo Joe
- Tu, io e Dupree (You, Me and Dupree) (2006) - solo Joe
- Captain America: The Winter Soldier (2014) - solo Joe
- Captain America: Civil War (2016) - solo Joe
- Avengers: Endgame (2019) - solo Joe
- Cherry - Innocenza perduta (2021) - solo Joe

#### Televisione
- Arrested Development - Ti presento i miei (Arrested Development) – serie TV, episodio 2x12 (2005) - solo Joe

### Sceneggiatori
- Pieces (1997)
- Welcome to Collinwood (2002)
- Tyler Rake (Extraction), regia di Sam Hargrave (2020) - solo Joe
- The Gray Man, regia di Anthony e Joe Russo (2022) - solo Joe

### Montatori
- Pieces (1997)

## Opere letterarie
- Ciudad (2014) - graphic novel scritta con Ande Parks[3]

## Riconoscimenti
- Saturn Award
  - 2015 – Candidati alla miglior regia per Captain America: The Winter Soldier
  - 2016 – Candidati alla miglior regia per Captain America: Civil War
- Premio Emmy
  - 2004 – Migliore regia per una serie comica o commedia per l'episodio Tutti contro tutti